# Patxi Gabica
Francisco Gabicagogueascoa Ibarra, conocido como Francisco "Patxi" Gabica (Ispáster, 31 de diciembre de 1937 - Lequeitio, 7 de julio de 2014) fue un ciclista español, profesional desde 1961 a 1972, consiguiendo 21 victorias en ese periodo, entre las que destaca la Vuelta ciclista a España 1966.
Participó en seis ocasiones en el Tour de Francia, alcanzando como mejor resultado la séptima posición en 1966. En el Giro de Italia ganó una etapa, fue 8.º en 1967 y 9.º en 1968.

## Palmarés
| 1961 - 1 etapa de la Bicicleta Vasca 1962 - G.P. Primavera 1963 - 1 etapa del Circuito Montañés 1964 - 1 etapa de la Volta a Cataluña - 1 etapa de la Dauphiné Libéré - Campeonato Vasco-Navarro de Montaña, actual G.P. Miguel Induráin 1965 - 2 etapas de la Vuelta a Levante - 2 etapas de la Volta a Cataluña - G.P. Zumaia | 1966 - Vuelta a España , más 1 etapa - 1 etapa de la Dauphiné Libéré 1967 - 1 etapa del Giro de Italia - Campeón de España por Regiones 1968 - Clasificación de la montaña de la Vuelta a España - 1 etapa de la Volta a Cataluña 1970 - GP Villafranca de Ordizia |

## Resultados en Grandes Vueltas y Campeonato del Mundo
Durante su carrera deportiva consiguió los siguientes puestos en las Grandes Vueltas y en los Campeonatos del Mundo en carretera:
| Carrera         | 1961 | 1962 | 1963 | 1964 | 1965 | 1966 | 1967 | 1968 | 1969 | 1970 | 1971 | 1972 |
| --------------- | ---- | ---- | ---- | ---- | ---- | ---- | ---- | ---- | ---- | ---- | ---- | ---- |
| Giro de Italia  | -    | -    | -    | -    | -    | -    | 8º   | 8º   | -    | -    | 33.º | -    |
| Tour de Francia | -    | -    | 14º  | 13º  | 10.º | 7.º  | -    | -    | 24.º | 23.º | -    | -    |
| Vuelta a España | 30.º | 5º   | 5º   | 9º   | 6º   | 1º   | Ab.  | 13º  | 16º  | 22º  | 35º  | -    |
| Mundial en Ruta | -    | -    | -    | 22º  | 9º   | -    | 33.º | -    | -    | -    | -    | -    |

-: No participa

Ab.: Abandono

## Equipos
- Kas (1961-1967)
- Fagor (1968-1969)
- Kas (1970-1972)